# Ulica Zygmunta Glogera w Krakowie
Ulica Zygmunta Glogera – ulica w Krakowie, położona w całości w administracyjnej dzielnicy IV Prądnik Biały.

## Przebieg
Ulica zaczyna swój bieg na skrzyżowaniu z ulicą Henryka Pachońskiego. Na wysokości skrzyżowania z ulicą Białoprądnicką i ul. Piaszczystą, przy ulicy znajduje się Kościół Najświętszej Maryi Panny Matki Kościoła oraz Zgromadzenie zakonne Sióstr Najświętszej Duszy Chrystusa Pana. Ulica ma około 1 km długości.
Następnie biegnie w kierunku północno-zachodnim, do granicy z Zielonkami, gdzie jej przedłużeniem staje się położona w tamtejszej miejscowości ulica Krakowskie Przedmieście.

## Historia
Przebieg dzisiejszej ulicy Zygmunta Glogera pokrywa się ze średniowiecznym traktem, biegnącym w kierunku Wielkopolski. Do lat 20. XXI wieku ulica stanowiła główną trasę wylotową w kierunku Zielonek, kiedy to wybudowano nową trasę szybkiego ruchu – Trasę Wolbromską, biegnącą równolegle do ul. Glogera.